# Lothar Johann Karl von Bettendorf

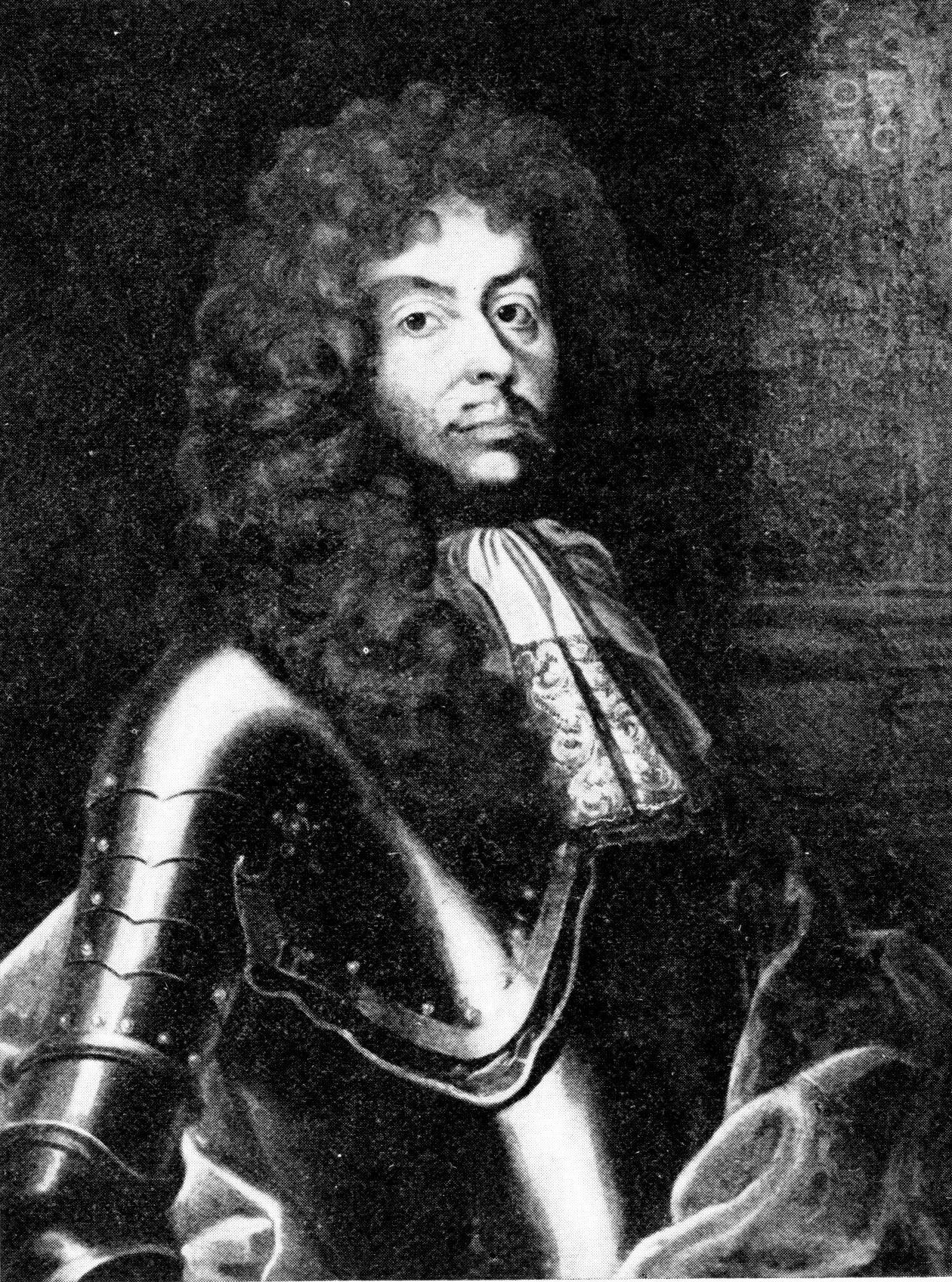
Lothar Johann Karl Freiherr von Bettendorf

Lothar Johann Karl Freiherr von Bettendorf (* 4. September 1674 (Taufdatum) in Mainz; † 16. Mai 1745 ebenda) war reichsunmittelbarer Herr in Falkenstein und Niederhofheim und Kurmainzer Großhofmeister, Gesandter und Oberamtmann in Königstein im Taunus.

## Leben
Lothar Johann Karl Freiherr von Bettendorf stammte aus dem Mainzer Zweig des Geschlecht von Bettendorf. Er war das dritte Kind und der erste Sohn des Friedberger Burggrafen und Königsteiner Oberamtmanns Adolf Johann Karl von Bettendorf (1640–1705) und dessen erster Frau Maria Margarethe Kämmerin von Worms, Freiin von Dalberg. Kurfürst Lothar Friedrich von Metternich-Burscheid war Taufpate.
Er heiratete am 21. Mai 1708 Gräfin Marie Sophie von Stadion, die Tochter des Kurmainzer Geheimrates und Großhofmeisters Johann Philipp Graf von Stadion und Thannhausen (1652–1741) und dessen Frau Maria Anna Gräfin von Schönborn. Der Schwiegervater, der mit Diplom vom 1. Dezember 1705 in den Reichsgrafenstand erhoben worden war, war im Mai 1708 Erbtruchseß des Fürstentums Augsburg geworden.
Die Ehe festigte die starke Stellung des Hauses Bettendorf. Als Erbe seines 1705 verstorbenen Vaters war Lothar Johann Karl Freiherr von Bettendorf Oberhaupt des Mainzer Zweiges seines Geschlechtes, Reichsritter und erblicher Reichsfreiherr. Er verfügte über Besitztümer in Franken und im Rheingau. Staatsrechtlich bedeutender war die ererbte Herrschaft über Schloss und Dorf Falkenstein als Nassau-Weilburger Lehen.
1708 gelang es ihm, gegen die stolze Summe von 15.000 Reichstalern den Ort Niederhofheim von Nassau-Weilburg zu erwerben. Niederhofheim war reichsritterschaftliches und damit reichsunmittelbares Territorium. Als Landesherr nannte er sich "Herr in Falkenstein und Niederhofheim".
Mit dem Tod seines Vaters wurde er Kurmainzer Oberamtmann im Amt Königstein und blieb 44 Jahre bis zu seinem Tod in dieser Stellung.
Wichtiger war seine Karriere am Hof in Mainz. Dort trat er die Nachfolge seines Schwiegervaters als Großhofmeister. 1717 ging er als Kurmainzer Gesandter an der französischen Hof nach Versailles.

## Nachkommen
Sein ältester Sohn Lothar Franz Melchior Philipp Freiherr von Bettendorf (1709–1768) (sein Pate war Kurfürst Anselm Franz von Ingelheim) wurde Domherr zu Mainz, Würzburg und Worms, Kapitular des Ritterstiftes zum Heiligen Albanus, Probst des Kollegiatstiftes St. Johann und Geheimrat des Kurfürsten in Mainz und des Fürstbischofes in Würzburg.
Sein zweiter Sohn (das vorletzte von insgesamt 7 Kindern) Johann Philipp Freiherr von Bettendorf (1718–1773) wurde sein Erbe als Landesherr und Nachfolger als Oberamtmann.
Die dritte Tochter, Maria Sophie Charlotte (* 1714) heiratete Karl Ferdinand von Hatzfeldt, und die gemeinsame Tochter Sophie (1747–1825), verheiratet mit dem Mainzer General Ludwig von Coudenhoven, hatte als Vertraute des Mainzer Kurfürsten Friedrich Karl Joseph von Erthal politischen Einfluss.